# Hurricane in Galveston
Hurricane in Galveston és un curtmetratge documental estatunidenc del 1913 dirigit per King Vidor. Va ser la pel·lícula debut com a director de Vidor.

## Producció
King Vidor i Ray Clough van produir i fotografiar la pel·lícula amb una càmera casolana prestada a un amic. El llançament comercial es va limitar a l'estat de Texas Hurricane in Galveston és una pel·lícula perduda.